# Aluycia Gradenigo
Aluycia Gradenigo, även Aluica, Alvica, Ludovica, död 1387, var en dogaressa av Venedig, gift med Venedigs doge Marino Faliero (r. 1354-1355). 
Hon var dotter till Nicolo Gradenigo och Fiordilise och släkt med dogen Pietro Gradenigo. Hon gifte sig 1335 med Marino Faliero. Paret fick inga barn. 
Hon beskrivs som en skönhet och hade enligt samtida krönikörer många beundrare och älskare. Vid en bal i dogepalatset på fettisdagen 1355 ska adelsmannen Michele Steno ha uttalat sig förolämpande om henne till en hovdam genom att avslöja att han hade varit dogaressans älskare. Hovdamen förde vidare det hela till dogen, som kände sig tvungen att vidta åtgärder. Bakgrunden ska enligt traditionen ha varit, att Aluycia hade haft ett förhållande med Steno kort före hennes makes val till doge, och att maken då hade sett till att Steno förvisades från staden. 
När doge Marino fick veta att Steno hade spritt ut rykten om att dogaressan hade begått äktenskapsbrott, ska han ha hämnats på Steno. Konflikten urartade i en öppen strid som ledde till att Marino avsattes i en statskupp. Han avrättades och fick sin egendom konfiskerad. Aluycia ska ha hamnat på gatan då makens egendom konfiskerades, men sedan lämnat Venedig för Verona. Enligt traditionen blev hon snarare psykiskt sjuk och spärrades in på ett dårhus i Venedig, där hon avled. 
Det är okänt hur mycket av historien om skandalen på balen som är med sanningen överensstämmande. Det är också okänt huruvida hon verkligen blev sinnessjuk: hennes testamente, som författades 1387, förklarar henne vara sund till kropp och själ.